# Алкоголізм в Україні

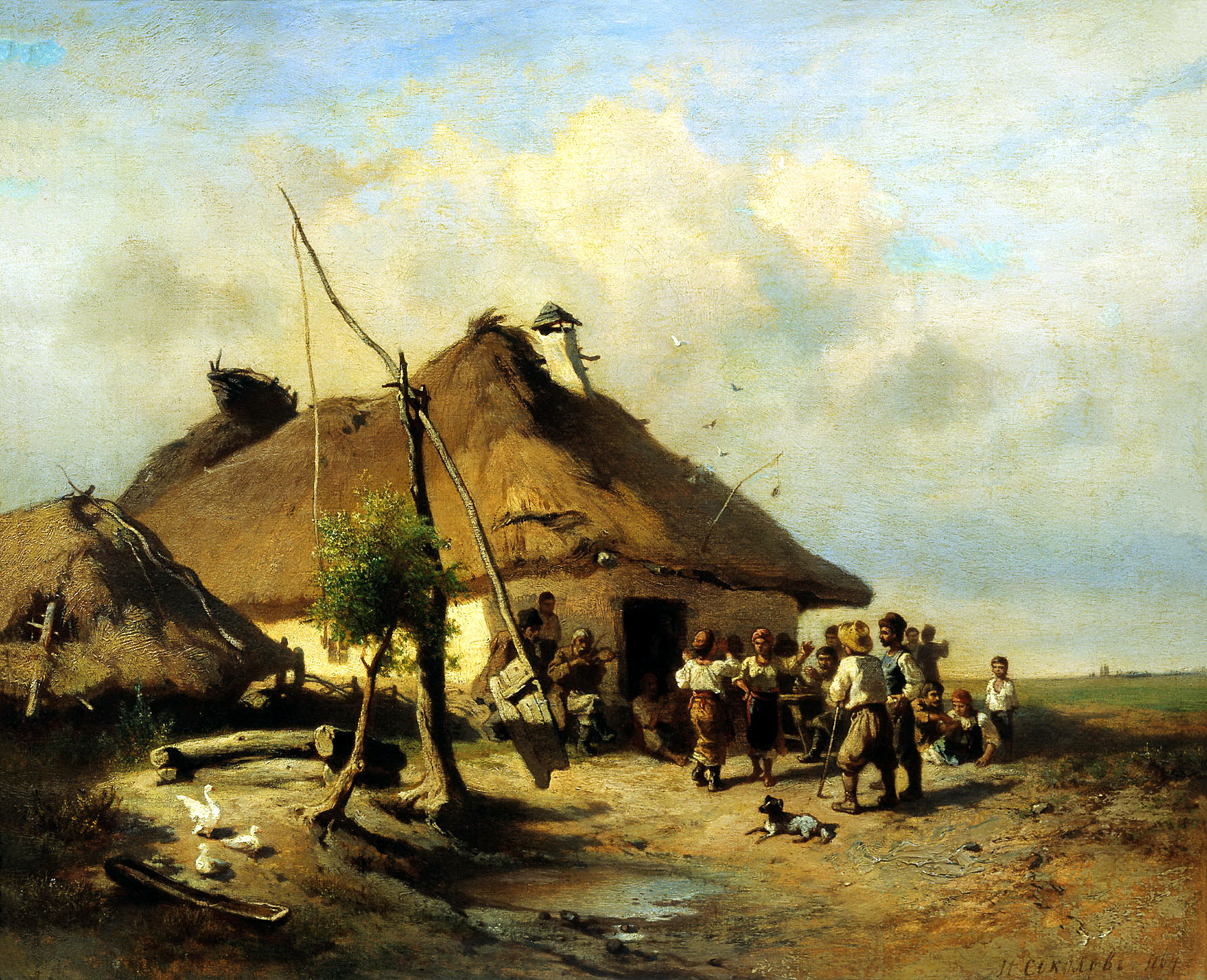
Біля шинку. 1864. Іван Соколов (1823–1918)

Пияцтво в Україні — гостра соціально-культурна проблема України. 

## Статистика
Відповідно до загальноприйнятих міжнародних норм, нацією що вимирає, вважається така, яка вживає понад 8 л чистого спирту на душу населення впродовж року.
Україна за підсумками 2012 року, посідала третє місце в світі з усередненого споживання алкоголю на людину.[джерело не вказане 2016 днів] Про це свідчать дані рейтингу, складеного на основі даних британської компанії «International Wine & Spirit Research». Згідно з ним, на душу населення в Україні припадало 7,7 літра чистого алкоголю на рік. Перше місце в даному рейтингу належало Російській Федерації (13,9 літра), друге — Білорусі (11,3), четверте — Польщі (7,0), п'яте — Казахстану (5,9). Всього жителі Землі в 2012 році спожили 4,44 млрд літрів алкоголю; за оцінками ВООЗ, 2016 року питущими було 2,3 мільярди людей; найвищий рівень споживання на душу населення – в Європі.

Рівень споживання алкоголю в Україні 2016 року, в середньому, становив 8,6 літрів на рік. А вже 2017 року, за даними дослідження Організації економічного розвитку та співробітництва, Україна навіть не увійшла до списку 45 країн із найбільшим уживанням алкоголю, де лідирували Литва, Австрія та Франція з показниками 12,3, 11,8, 11,7 літрів відповідно.

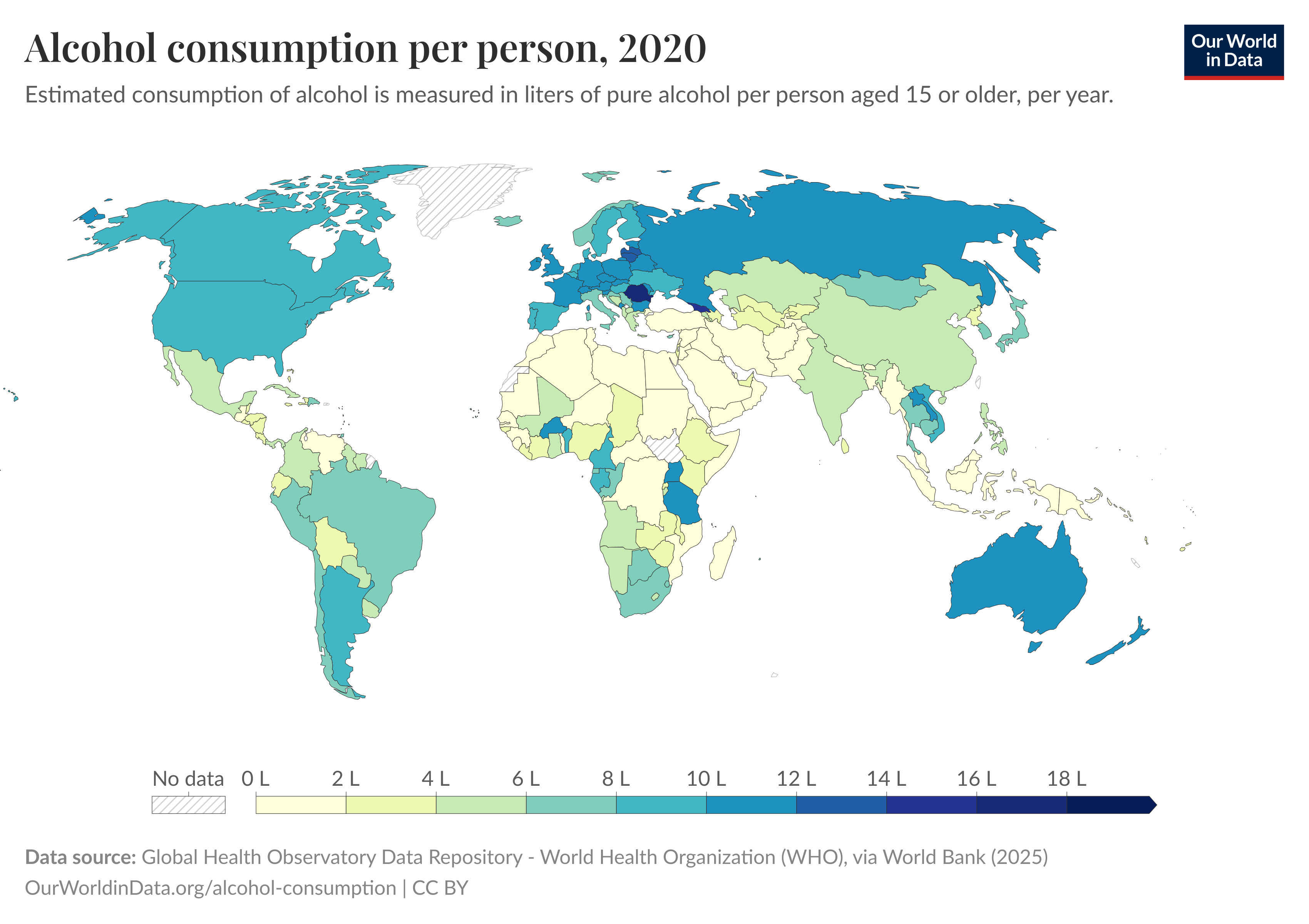
Споживання алкоголю на людину 2016 року. Кількість вимірюється в літрах чистого алкоголю на особу віком від 15 років

Щороку через алкоголізм в Україні помирає понад 40 тисяч людей, за даними Національної ради з питань охорони здоров'я. Згідно зі наведеною статистикою 2016 року Україна була на четвертому місці за кількістю смертельних випадків, спричинених алкоголем серед жінок (25 375 смертей), а серед чоловіків - на шостому (53 380 смертельних випадків). За даними екс-міністра охорони здоров'я України професора Миколи Поліщука, щодня алкоголь вбиває 40 українців. Це близько 8 тисяч отруєнь, ще 8 тисяч — кардіопатій, а також інші захворювання і нещасні випадки, пов'язані із вживанням алкоголю. Крім того, за його словами, в Україні зараз фіксується 25-30% випадків дитячої патології новонароджених і дуже часто причиною цього є саме алкоголь, тобто вживання алкогольних напоїв як матір'ю, так і батьком. Але цей факт, зазвичай не розголошується.
Станом на 2009 рік, згідно опитуванню ВООЗ, майже 40 % українських підлітків 14—18 років регулярно вживали спиртні напої. Алкоголь є причиною передчасної смерті майже 30 % українських чоловіків.[джерело не вказане 2016 днів] На думку вітчизняних медиків, 2004 року в Україні нараховувалося 700 тисяч лише офіційно зареєстрованих алкоголіків. На 6 питущих чоловіків припадає 1 жінка.
Якщо розглядати світову статистику, то у всьому світі 3 мільйони смертей щороку є наслідком надмірного вживання алкоголю, це становить 5,3% усіх смертей. Вживання алкоголю є причинним фактором для понад 200 захворювань та нівечень.
Загалом 5,1% світового тягаря захворювань і травм припадає на алкоголь. У віковій групі 20–39 років приблизно 13,5% від загальної кількості смертей пов'язані з алкоголем.
Існує причинно-наслідковий зв’язок між шкідливим вживанням алкоголю та цілим рядом психічних і поведінкових розладів, іншими неінфекційними станами, а також каліченнями.
Останні причинно-наслідкові зв’язки були встановлені між алкоголізмом та захворюванням на такі інфекційні захворювання, як туберкульоз, а також перебіг ВІЛ / СНІДу.
Крім наслідків для здоров'я шкідливе вживання алкоголю приносить значні соціальні та економічні збитки для людей і суспільства в цілому.

### Дитячий алкоголізм
Всесвітня організація охорони здоров'я 2009 року, провела опитування школярів у 41 країні світу, чи вживають вони спиртне. Україна в списку виявилася першою. 40 відсотків дітей від 14 до 18 років в Україні регулярно вживали алкоголь. За даними Всесвітньої організації охорони здоров’я, у 2018 році Україна також посіла перше місце у світі за рівнем дитячого алкоголізму.

Керівник дослідження в Україні в цьому міжнародному проєкті ВООЗ Ольга Балакірєва розповіла Радіо Свобода про ці невтішні результати. «Ми, практично, маємо, що вже в 11-12 років є не лише спроба алкогольного напою, а є вже досвід перебування у стані алкогольного сп'яніння. Ми навіть в 11-12-річному віці маємо приблизно шосту частину підлітків (хлопців, зокрема), які вже знають, що таке стан сп'яніння!».

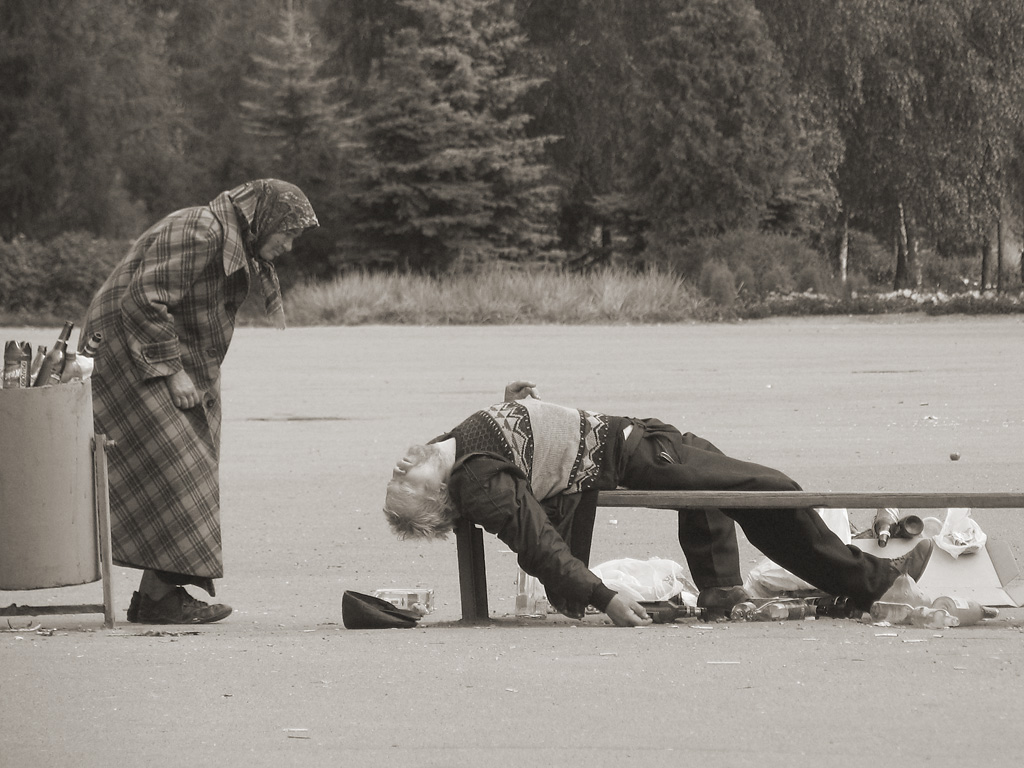
Алкоголік в стані безпам'ятства

За словами Анатолія Вієвського, головного нарколога Міністерства охорони здоров'я України, сьогодні в країні 1 % дітей 12-13-ти років щодня вживають алкогольні напої.
Вживання пива в Україні серед підлітків за останні чотири роки зросло вдвічі.[джерело не вказане 2016 днів] Відповідно до звіту ЮНІСЕФ 2019 року, українські підлітки стали менше курити, але більше споживати алкоголю та наркотичних речовин.

## Географічні особливості
Найбільша кількість отруєнь і алкогольних психозів виявляється в Донецькій області — близько 6 тисяч в рік. У більшості західних і центральних областей цей показник не перевищує 500 випадків на десять тисяч чоловік в рік. Зворотна сторона проблеми — у сільській місцевості смертність від алкоголізму вище міської в 2-3 рази..

## Опитування суспільної думки
Згідно з опитуванням, станом на 2018 рік, пияцтво було однією з головних проблем українського суспільства після: військових дій на Донбасі — 49 %, корупції в державних органах — 45 %, низького рівня виробництва — 25 % та малої зарплати. Раніше, пияцтво було головною проблемою українського суспільства. Про це 23 серпня 2011 року, під час прес-конференції, повідомив головний редактор журналу «Експерт Україна» Андрій Блинов, спираючись на дані соціологічного опитування, проведеного компанією Research & Branding Group спільно з журналом «Експерт Україна».[джерело не вказане 2016 днів]
«Пияцтво назвали головною проблемою українського суспільства» — сказав він

## Історія пияцтва в Україні

### Київська Русь
До середини XVI ст. українці, заплативши мито на солод, хміль і мед (бражне мито), варили поширені на той час слабоалкогольні напої (5-8°) — мед, пиво, брагу і вживали їх вдома або в корчмах. Корчма — давньослов'янський громадський питний заклад. Корчмою називалося місце, куди народ сходився для пиття і їжі, для бесід і випивки з піснями і музикою. Корчма була вільною народною установою, мала значення ратуші і гостинного двору. У Києві корчми були важливими міськими закладами. Ні в одному письмовому свідоцтві часів Київської Русі не згадується пияцтво як соціально неприйнятна форма вживання алкоголю, що має масовий характер. Зловживання алкоголем стримувалося в той час багатьма чинниками. Алкогольні традиції на Русі визначалися ритуальним вживанням хмільних напоїв з нагоди знаменних подій, православних свят, весіль, хрестин, поминок, завершення збору врожаю тощо, і мали в цілому епізодичний характер. Алкогольні напої були не міцними. Більшість населення не мало надлишків продовольства для виробництва алкоголю. Алкогольні напої були відносно дорогими. На голодний шлунок алкоголь як правило не вживався: мед, пиво чи вино пили або на бенкеті, або в корчмі, де завжди подавалася їжа.

### Козацька доба
Поширена думка про те, що українські козаки були завзятими пияками. Хоч і вживання алкоголю було поширеним, козацька громада ставилася до пияцтва дуже суворо. Вживання алкоголю під час військового походу каралось смертною карою. Будь-кого п'яного кошовий отаман негайно викидав за борт човна. Не схвалювалося пияцтво і серед «начальних лиць»: якщо кошовий і січова старшина зауважували цей недолік у когось із службових осіб, то попереджали його від цього особливими ордерами, наказуючи йому суворо виконувати їх. Запорозький Кіш узагалі не поважав усіляке пияцтво, боровся з цим злом, суворо забороняючи, зокрема таємні шинки, як притулок усіляких гайдамаків і харцизів. Чутки про своє велике пияцтво розпускали самі козаки. У воєнний час їм були вигідні чутки, що на Січі лише всі п'ють та гуляють, бо вороги, вірячи цим байкам, не раз потрапляли в халепи. Кримський хан 1675 року сподіваючись, що на Різдво козаки вживатимуть надмірно алкоголь і їх легко можна буде знищити, заплатив за свою помилку життям десяти тисяч відбірних яничарів.

### Радянська доба
Найбільший розголос мала антиалкогольна кампанія періоду 1985-1987 років, що мала місце на самому початку Перебудови (період так званого «прискорення»), коли, попри попередні спроби боротьби, споживання алкоголю в колишньому СРСР неухильно зростало. Вона почалася через два місяці після приходу до влади М. С. Горбачова і тому отримала назву «горбачовської» та призвела до вирубування виноградників в Україні.
До кінця 1970-х років, споживання спиртних напоїв в СРСР досягло найбільшого рівня в історії країни. Споживання алкоголю, сягнуло до 1984 року позначки в 10,5 л зареєстрованого алкоголю, а з урахуванням підпільного самогоноваріння, могло набагато перевищувати 14 літрів. Такий рівень споживання міг бути еквівалентним приблизно 90-110 пляшкам горілки щороку на кожну дорослу особу, разом з невеликою кількістю непитущих (власне горілка, становила близько ⅓ цього обсягу, решта алкоголю вживалася у вигляді самогону, вин і пива).

Ініціаторами кампанії були члени Політбюро ЦК КПРС М. С. Соломенцев та Є. К. Лігачов, які слідом за Ю. В. Андроповим вважали, що однією з причин стагнації радянської економіки, є загальний занепад морально-етичних цінностей «будівників комунізму» і недбале ставлення до праці, в яких був винен повсюдний алкоголізм.

## Ставлення до пияцтва
В Україні народ здавна зневажав п'яниць, розповідав про них смішні історії. По ярмарках водили ведмедя, який показував, як «п'яний чоловік повертався з шинку додому». 

Піктограма про шкоду вживання алкоголю вагітними

Українці склали десятки приказок та прислів'їв про пияцтво і п'яниць. Зокрема, «П'яниця і свиня — то однакові звання», «Де пияцтво, там і ледацтво», «Допився до того, що в хаті вітер віє», «Сім'ї відцурався — з горілкою обвінчався», «Пий, брате, пий, а на старість — торба й кий», «Як гуляє, так гуляв,— ні чобіт, ні халяв, поки додому дійшов — підошов не знайшов», «Нафіга воно мені — батько п'яний, а я ні»,  карикатура з сатиричного часопису «Перець» — дуже стара бабця каже: «Пийте хлопці самогон — він у мене добрий. Усі хто пили — хвалили: Царство їм небесне...». Але у 2010-і роки в Україні було знято телесеріали: «Одного разу під Полтавою», «Танька і Володька» та інші, де з позитивного боку висвітлюється життя головних героїв, котрі вживають алкоголь у великих кількостях і постійно щось крадуть.[джерело?]

## Групи та Спільноти тверезості

Значок члена Всесоюзного добровільного товариства боротьби за тверезість (СРСР, 1985)

Найбільш відомий у світі громадський рух\ініціатива одужання з алкоголізму — Анонімні Алкоголіки, створені у 1935 році. Групи, які існують у більш як 160 країнах світу, в тому числі і в Україні, станом на травень 2014 р. — понад 120 груп Анонімних Алкоголіків (скорочено AA). Відвідування груп здійснюється на добровільних, безкоштовних і анонімних засадах. Єдина умова для участі в роботі груп AA — бажання припинити вживання алкоголю. Групи організовують не медики, а самі алкоголіки, які віднайшли свій особистий шлях, щоб позбутися цієї згубної пристрасті.
Важливо відзначити, що групи AA не виводять із запою, та не вмовляють питущих відмовитися від алкоголю, не лікують уражені органи. В AA можна приходити як тверезим, так і під дією алкоголю, різниця в тому, що особи під впливом алкоголю — не мають право висловлюватися на зібраннях. Мета роботи груп AA — допомогти хворому зберегти тверезість і дати шанс на реабілітацію такому ж як був колись сам. Тому AA в жодному разі не можна розглядати як заміну офіційної медицини — вони лише доповнюють її. Для багатьох хворих участь в групах — це заміна звичного кола «товаришів по чарці», та позбавлення від повної самотності. Групи AA дійсно допомагають людям зберегти тверезість довгий час, і роботу груп AA не тільки не засуджують, але і підтримують лікарі, наркологи, священнослужителі різних конфесій.
Крім АА, в різних країнах світу діють інші товариства і групи тверезості, провідні освітню та просвітницьку роботу з профілактики алкоголізму. Це, наприклад, Інтернаціональна організація гуманізму і тверезості (існує з 1851 року, заснована в США, нині штаб-квартира розташована в Норвегії), Вашингтонське товариство тверезості (засновано в 1840 році), «Білий хрест» у Франції (діє з 1899 року) [9].

### Боротьба з алкоголізмом
Через стійкий потяг великої кількості людей до алкоголю[джерело не вказане 2016 днів] завдання адміністративного вирішення проблеми алкоголізму вельми складне. Спроби боротьби з алкоголізмом на державному рівні робилися неодноразово. Так, відомі система Гетеборзького (1865-1917) і система Братта в Швеції (1917—1955), «сухий закон» в Росії (1914—1925), Фінляндії (1919-1932), США (1919-1933) і Ісландії (1915—1922), колишньому СРСР 1985р. У всіх випадках, введену заборону на виробництво і продаж спиртного, доводилося припиняти через ввезення контрабандного алкоголю та вживання сурогатів. У Швеції, Фінляндії та Норвегії діяла державна політика тривалого обмеження виробництва алкоголю в умовах державної монополії на його виробництво, проте і вона не дозволила домогтися бажаного наслідку (так, у Фінляндії споживання алкогольних напоїв особами старше 15 років зросла з 2,5 л алкоголю на людину 1950 року до 8,3 л у 1996 році). Антиалкогольні кампанії неодноразово проводилися і в колишньому СРСР. Найбільш відома кампанія 1985 року, підсумки якої були неоднозначні: у період обмеження продажу спиртних напоїв відзначалося зростання народжуваності, збільшилася смертність, через вживання сурогатів, зменшувалася середня тривалість життя; за рахунок зростання виробництва нелегальної алкогольної продукції і самогоноваріння реальне зниження споживання алкоголю було незначним.
Алкогольну політику на міжнародному рівні здійснює Всесвітня організація охорони здоров'я. У травні 2010 року на Всесвітній асамблеї охорони здоров'я в Женеві була прийнята «Глобальна стратегія по зниженню зловживання алкоголем». Серед заходів, рекомендованих у доповіді — обмеження реклами спиртних напоїв, обмеження числа точок продажу алкогольної продукції і скорочення часу продажу, підвищення роздрібних цін на спиртні напої за рахунок податків, інформування про шкоду алкогольних напоїв, поступове зниження допустимих норм вмісту алкоголю в крові водіїв, тощо.

### Довідково у світі
від успішних результатів груп АА, відокремилися та застосовують їх досвід одужання у групах взаємодопомоги:
- Ал-Анон — для співзалежних, люди що проживають поряд з алкоголіком (сестри, брати, дружини, чоловіки, батьки, друзі)
- ДДА — Дорослі Діти Алкоголіків (особи які у дорослому віці зауважили свої згубні методи поведінки, сформовані у молодому віці проживанням у алкогольно проблемній сім'ї)
- Алатін — діти алкоголіків
- АН — Анонімні Наркомани (особи, які за допомогою програми АА — усвідомили свою згубну пристрасть та вирішили її позбутися)
- АТ — Анонімні Транжири (особи, які за допомогою програми АА — усвідомили свою згубну пристрасть та вирішили її позбутися)
- АГ — Азартні Гравці (особи. які за допомогою програми АА — усвідомили свою згубну пристрасть та вирішили її позбутися)
- ДДДС — дорослі діти з дисфункційних сімей (особи які у дорослому віці зауважили свої згубні способи поведінки, сформовані у молодому віці проживанням у проблемній родині, разом не лише з алкоголіками а й психічно хворими)

та багато інших — усього нараховується 42 види узалежнень.